# Beograjska trdnjava
Beograjska trdnjava (srbsko Београдска тврђава, Beogradska tvrđava) je trdnjava, ki stoji ob sotočju Donave in Save v središču srbskega glavnega mesta Beograda. Je ena od glavnih mestnih znamenitosti in pomemben zgodovinski simbol Beograda. Celoten kompleks citadele in okoliškega območja, zdaj urejenega v park, je znan tudi kot Kalemegdan (srbsko Калемегдан, iz turške skovanke besed kale - trdnjava in megdan - bojno polje). Ima strateški položaj na naravnem platoju na koncu grebena, ki se spušča proti sotočju, tako da je zdaj znana tudi kot razgledna točka.
Funkcionalno je kompleks razdeljen na dva dela:
- zgornja trdnjava: del na vrhu platoja, spremenjen v park s promenadami in več spomeniki
- spodnja trdnjava: obzidja na pobočjih grebena do bregov Save in Donave

Park pokriva površino 60 hektarjev in ima dva dela, Veliki ter Mali Kalemegdan. Osrednji del Velikega Kalemegdana je Savska promenada, ki je povezana s spodnjo trdnjavo prek Velikega stopnišča. Malo stopnišče na drugi strani povezuje promenado s Pariško ulico, ki ločuje park od mesta. Del Malega Kalemegdana je tudi Beograjski živalski vrt, odprt leta 1936. Na območju trdnjave stoji tudi več spomenikov in drugih spominskih objektov, med njimi grobnica narodnih herojev in znameniti Meštrovićev kip Zmagovalec, slednji je tudi sam po sebi beograjski simbol.

## Zgodovina
Podobno kot preostanek mesta je tudi beograjska trdnjava skozi svojo zgodovino pogosto menjala vladarje in bila večkrat preurejena. Najstarejši ostanki poselitve so iz pozne kamene dobe, kasneje pa je na tem mestu stala rimska utrdba, ki jo je dal  leta 535 prezidati bizantinski cesar Justinijan I. Kot mejno postojanko so jo večkrat zapored porušili vpadajoči Avari. Lastništvo je nekajkrat prešlo med Bizancem in Ogrsko, kasneje pa med Ogrsko in novo srbsko kraljevino. Despot Stefan Lazarević je v začetku 15. stoletja izbral Beograd za svojo prestolnico in bil prvi, ki je povezal spodnje in zgornje utrjeno naselje v enotno utrdbo, vendar je po njegovi smrti spet prešla pod Ogrsko.
Leta 1456 so Beograd prvič oblegali Osmani, a ga je takrat obranil vojskovodja János Hunyadi. Vendar to ni ustavilo prodirajoče velesile in leta 1521 je trdnjavo skupaj s preostankom mesta zavzela vojska pod vodstvom Sulejmana I. Trdnjavo so takrat preimenovali v Kalemegdan in na tem območju naselili muslimansko prebivalstvo. Konec 17. stoletja so mesto prvič za kratek čas zavzeli Avstrijci, ki so se nato redno spopadali z Osmani in si podajali mesto, tako da od Lazarevićeve utrdbe kmalu ni ostalo praktično nič, niti od kasnejših poskusov obnove. 
Leta 1868 so se Osmani dokončno umaknili in prepustili ozemlje novoustanovljeni srbski državi. Kmalu za tem je bil narejen načrt za pretvorbo Kalemegdana v park in leta 1886 je bila urejena Savska promenada, nato pa so postopoma zasadili še preostanek. Med prvo in drugo svetovno vojno je bil znova poškodovan, vendar vse od konca 19. stoletja ohranja svojo funkcijo parka in spominskega območja.